# Ruiz
Ruiz, auch Ruíz, ist ein spanischer Familienname als patronymische Bildung zu Ruy, der seinerseits eine Kurzform zum männlichen Vornamen Rodrigo darstellt. Weiteres zu Herkunft und Bedeutung des Namens siehe Rodrigo (Name).

## Namensträger

### A
- Abel Ruiz (* 2000), spanischer Fußballspieler
- Adolfo Mariño Ruiz (* 1912), mexikanischer Comiczeichner
- Adrian Ruiz (* 1937), US-amerikanischer Pianist
- Ágatha Ruiz de la Prada (* 1960), spanische Modedesignerin und Unternehmerin
- Alberto Ruiz (* 1961), spanischer Stabhochspringer
- Alberto Ruiz-Gallardón (* 1958), spanischer Politiker
- Aldair Ruiz (* 1997), kubanischer Fußballspieler
- Alexandre Ruiz (* 1987), französischer Rugby-Union-Schiedsrichter
- Alice Ruiz (* 1946), brasilianische Lyrikerin und Übersetzerin
- Alonso Llano Ruiz (1931–2015), kolumbianischer Geistlicher, Bischof von Istmina-Tadó
- Andy Ruiz (* 1989), mexikanischer Boxer
- Ángela Ruiz (* 2006), mexikanische Bogenschützin
- Ángela Ruiz Robles (1895–1975), spanische Erfinderin und Lehrerin
- Aníbal Ruiz (1942–2017), uruguayischer Fußballspieler und -trainer
- Aniceto Arce Ruiz (1824–1906), bolivianischer Politiker, Präsident 1888 bis 1892
- Antonio Ruiz Cervilla (* 1937), spanischer Fußballspieler
- Antonio Ruiz Escaño (* 1951), spanischer Kinderdarsteller
- Antonio Ruiz de Montoya (1585–1652), peruanischer Jesuit und Missionar
- Antonio Ruiz-Pipó (1934–1997), spanischer Pianist und Komponist
- Antonio Ruiz Soler (1921–1996), spanischer Flamenco-Tänzer
- Antonio Ruiz Ruiz (1923–2023), spanischer Keramiker und Mitbegründer der Künstlervereinigung Grupo Ibiza 59
- Antonio M. Ruiz (genannt El Corzo; 1892–1964), mexikanischer Maler und Bühnenbildner
- Antonio Pereira y Ruiz (Politiker) (1729–um 1821), spanischer Politiker
- Antonio Pereira-Pacheco y Ruiz (1790–1858), spanischer Geistlicher und Schriftsteller
- Arturo Ruiz García (1957–1977), spanischer Aktivist und Mordopfer
- Arturo Ruiz López (* 1974), spanischer Badmintonspieler

### B
- Benjamín Ruiz (* 1981), chilenischer Fußballspieler
- Bernardino Echeverría Ruiz (1912–2000), ecuadorianischer Geistlicher
- Bernardo Ruiz (1925–2025), spanischer Radrennfahrer
- Bryan Ruiz (* 1985), costa-ricanischer Fußballspieler

### C
- Carlos Ruíz (Baseballspieler) (* 1979), panamaischer Baseballspieler
- Carlos Ruiz (Fußballspieler) (* 1979), guatemaltekischer Fußballspieler
- Carlos Ruiz Herrero (* 1948), spanischer Fußballspieler
- Carlos Ruiz Massieu, mexikanischer Diplomat
- Carlos Ruiz Peralta (* 1984), paraguayischer Fußballspieler
- Carlos Ruiz de la Tejera (1932–2015), kubanischer Schauspieler
- Carlos Ruiz Zafón (1964–2020), spanischer Schriftsteller
- Carlos Alberto Ruíz (* 1967), argentinischer Fußballspieler und -trainer
- Carlos David Ruiz (* 1971), argentinischer Fußballspieler und -trainer
- Carlos-Enrique Ruiz (* 1943), kolumbianischer Dichter, Essayist und Hochschullehrer
- Carlos Germán Mesa Ruiz (* 1943), kolumbianischer Geistlicher, Bischof von Socorro y San Gil
- Carolina Ruiz Castillo (* 1981), spanische Skirennläuferin
- Cesar Ruiz (Footballspieler) (* 1999), US-amerikanischer American-Football-Spieler
- Claudia Ruiz Massieu (* 1972), mexikanische Politikerin
- Cristina Ruiz (* 1999), spanische Mittel- und Langstreckenläuferin

### D
- Dámaso Ruiz-Jarabo Colomer (1949–2009), spanischer Jurist
- Daniel Ruiz-Bazán (Dani; * 1951), spanischer Fußballspieler
- Daniel Ruiz (Leichtathlet) (* 2003), venezolanischer Leichtathlet
- David Ruíz (Fußballspieler, 1912) (José David Ruíz Ruíz, 1912–1994), chilenischer Fußballspieler
- David Ruíz (Regisseur), (* 1974), mexikanischer Drehbuchautor und Regisseur
- David Ruíz (Fußballspieler, 2004) (David Antonio Ochoa Posas, * 2004), honduranischer Fußballspieler
- Diego Ruiz (Skilangläufer) (* 1977), spanischer Skilangläufer
- Diego Ruiz (Fußballspieler) (* 1980), argentinischer Fußballspieler
- Diego Ruiz (Leichtathlet) (* 1982), spanischer Mittelstreckenläufer

### E
- Edgar Ruiz (* 1973), mexikanischer Boxer
- Edicson Ruiz (* 1985), venezolanischer Kontrabassist
- Eduardo Ruiz, Pseudonym des uruguayischen Tangosängers Enrique Inocencio Troncone (1913–1970), siehe Enrique Campos (Sänger, 1913)
- Efraín Ruiz, mexikanischer Fußballspieler
- Elena Ruiz (Wasserballspielerin) (* 2004), spanische Wasserballspielerin
- Elena Ruiz (Filmeditorin), spanische Filmeditorin
- Emilio Ruiz del Río (1923–2007), spanischer Filmausstatter und Spezialeffektkünstler
- Enrique Ruiz Guiñazú (1882–1967), argentinischer Politiker und Diplomat
- Enrique Rodríguez Ruiz (1901–1971), argentinischer Bandoneonist, Bandleader und Tangokomponist, siehe Enrique Rodríguez (Musiker)
- Enzo Ruíz (* 1988), uruguayischer Fußballspieler
- Eriz Ruiz (* 1984), spanischer Radrennfahrer

### F
- Fabián Ruiz Peña (* 1996), spanischer Fußballspieler, siehe Fabián (Fußballspieler)
- Federico Ruiz (* 1948), venezolanischer Komponist
- Feliciano Béjar Ruiz (1920–2007), mexikanischer Künstler
- Fernando Ruiz de Villegas (um 1500–nach 1536), spanischer Dichter
- Fernando Ariztía Ruiz (1925–2003), chilenischer Geistlicher, Bischof von Copiapó
- Fernando Vargas Ruiz de Somocurcio (1918–2003), peruanischer Geistlicher, Erzbischof von Arequipa
- Flor Ruíz (* 1991), kolumbianische Speerwerferin
- Floreal Ruiz (1916–1978), argentinischer Tangosänger
- Francisco Ruiz (Bischof) (1476–1528), spanischer Geistlicher, Bischof von Ávila
- Francisco Ruiz (Badminton) (* 1959), spanischer Badmintonspieler
- Francisco Ruiz (Tennisspieler) (* 1973), chilenischer Tennisspieler
- Francisco Ruiz (Dartspieler), spanischer Dartspieler
- Francisco Ruiz (Volleyballspieler) (Francisco José Ruiz; * 1991), spanischer Volleyballspieler
- Francisco Javier Ruiz (* 1958), spanischer Badmintonspieler
- Francisco Ruiz Tagle (um 1790–1860), chilenischer Politiker, Präsident 1830
- Francisco Sánchez Ruíz (* 1991), spanischer Poolbillardspieler
- Francisco Santiago Ruiz Jiménez (1920–1980), chilenischer Fußballspieler
- Frankie Ruiz (1958–1998), US-amerikanischer Sänger

### G
- Gabriel Ruiz (Fußballspieler) (* 1980), argentinischer Fußballspieler
- Gabriel Ruiz (Komponist) (1908–1999), mexikanischer Komponist
- Gabriel Ruiz de Almodóvar (1865–1912), spanischer Jurist und Schriftsteller
- Gabriel Ruiz Díaz (* 1975), argentinischer Musiker
- Gabriel Ruiz-Tagle (* 1953), chilenischer Politiker
- Genoveva Ruiz Calavera (* 1962), spanische hohe EU-Beamtin
- Gerardo Daniel Ruiz (* 1985), mexikanischer Fußballtorhüter
- Guadalupe Antonio Ruíz Urquín (* 1971), mexikanischer Geistlicher, Prälat von Huautla
- Gustave Ruiz (1840–??), französischer Komponist

### H
- Héctor Ruiz (* 1945), US-amerikanischer Manager
- Héctor Gutiérrez Ruiz (1934–1976), uruguayischer Politiker und Journalist
- Henry Orlando Ruiz Mora (* 1973), honduranischer römisch-katholischer Geistlicher, Bischof von Trujillo
- Hilton Ruiz (1952–2006), US-amerikanischer Pianist und Komponist
- Hipólito Ruiz López (1754–1815), spanischer Botaniker
- Hugo Ruiz (* 1986), mexikanischer Boxer

### J
- Jaime Alfonso Ruiz (* 1984), kolumbianischer Fußballspieler
- Javier Ruiz (* 1979), spanischer Radrennfahrer
- Jean Ruiz (* 1998), französischer Fußballspieler
- Jean-Claude Ruiz (1954–2021), französischer Boxer
- Jean Vergnet-Ruiz (1896–1972), französischer Kunsthistoriker
- Jenny Ruiz (* 1983), mexikanisch-amerikanische Fußballspielerin
- Jesús Moraza Ruiz de Azúa (* 1945), spanischer Ordensgeistlicher, Prälat von Lábrea
- Jesús Alberto Ruiz Medrano (Jesusín; 1908–1983), spanischer Fußballspieler
- Jesús Ruiz Molina (* 1959), spanischer Ordensgeistlicher, Bischof von Mbaiki
- Joaquín Ruiz (* 1959), spanischer Judoka
- Joaquín Ruiz-Giménez Cortés (1913–2009), spanischer Politiker
- John Ruiz (* 1972), US-amerikanischer Boxer
- Jorge Armando Ruiz (* 1989), kolumbianischer Leichtathlet
- José Ruiz (Fußballspieler) (1904–??), mexikanischer Fußballspieler
- José Ruiz (Radsportler) (* 1980), spanischer Radrennfahrer
- José Ruíz Matos (1966–1997), puerto-ricanischer Boxer
- José Ruiz Santaella (1904–1997), spanischer Agraringenieur und Diplomat
- José Calavera Ruiz (1931–2023), spanischer Bauingenieur
- José Jiménez Ruiz (* 1946), spanischer General
- José Martínez Ruiz (1873–1967), spanischer Schriftsteller
- José Solis Ruiz (1915–1990), spanischer Politiker
- José Antonio Ruiz (* 1951), spanischer Tänzer und Choreograf
- José María Ruiz (Fußballspieler) (José María Ruiz Esgleas; * 1937), spanischer Fußballspieler
- José María Ruiz (Sänger) (* 2003), spanischer Sänger
- José María Ruiz Mateos (1931–2015), spanischer Unternehmer und Politiker
- José María González Ruiz (1916–2005), spanischer Theologe
- José María Queipo de Llano Ruiz de Saravia (1786–1843), spanischer Politiker
- José Mario Ruiz Navas (1930–2020), ecuadorianischer Geistlicher, Erzbischof von Portoviejo
- José Octavio Ruiz Arenas (* 1944), kolumbianischer Priester, Erzbischof von Villavicencio
- José Trinidad Sepúlveda Ruiz-Velasco (1921–2017), mexikanischer Geistlicher, Bischof von San Juan de los Lagos
- José Manuel Dámaso Rúiz y Rodríguez (1874–1940), kubanischer Geistlicher und Erzbischof von San Cristóbal de la Habana
- Josep Clotet Ruiz (* 1977), spanischer Fußballtrainer
- Juan Ruiz (Dichter) (um 1283–um 1350), spanischer Dichter
- Juan Ruiz de Alarcón (1580/1581–1639), spanischer Dramatiker
- Juan Ruiz Anchía (* 1949), spanischer Kameramann
- Juan Ruiz de Apodaca (1754–1835), spanischer Offizier, Vizekönig von Neuspanien
- Juan Gabriel Diaz Ruiz (* 1960), kubanischer Geistlicher, Bischof von Matanzas
- Juan de Dios Hernández Ruiz (* 1948), kubanischer Geistlicher, Bischof von Pinar del Río
- Juan Morales Ruiz (* 1953), spanischer Mathematiker
- Julia Garcia Ruiz (* 2003), mexikanische Tennisspielerin
- Julián Ruiz (* 1960), spanischer Handballspieler, -trainer und -funktionär
- Julián Ruiz Martorell (* 1957), spanischer Geistlicher, Bischof von Sigüenza-Guadalajara
- Julio Ruiz de Alda (1897–1936), spanischer Flugzeugpilot und Politiker
- Justo Ruiz (* 1969), andorranischer Fußballspieler

### K
- Kays Ruiz-Atil (* 2002), französisch-marokkanischer Fußballspieler
- Kevin Ruiz (* 1991), deutsch-spanischer Fußballspieler
- Kevin Ruiz (Fußballspieler, 1995) (* 1995), guatemaltekischer Fußballspieler

### L
- Laura Ruiz Pérez (* 2004), spanische Radrennfahrerin
- Laureano Ruiz (* 1937), spanischer Fußballspieler und -trainer
- Laurentius Ruiz (1600/1610–1637), philippinischer Heiliger
- Lázaro Maikel Ruíz (* 1984), kubanischer Gewichtheber
- Leonardo Di Stefano Ruiz (* 1995), spanisch-italienischer Boxsportler
- Leopoldo Ruiz y Flóres (1865–1941), mexikanischer Geistlicher, Erzbischof von Morelia
- Lucía Ruiz Pérez (* 2004), spanische Radrennfahrerin
- Luis Ruiz Suárez (1913–2011), spanischer Ordensgeistlicher und Missionar
- Luis Enrique Rojas Ruiz (* 1968), venezolanischer Geistlicher, Bischof von Punto Fijo

### M
- Maelo Ruiz (* 1966), puerto-ricanischer Salsamusiker
- Magno Ruiz (* 1972), guatemaltekischer Boxer
- Manuel Ruiz Zorrilla (1833–1895), spanischer Politiker
- Marcel Ruiz (* 2000), mexikanischer Fußballspieler
- Marcel Ruiz (Schauspieler) (* 2003), puerto-ricanischer Schauspieler
- Marco Antonio Ruiz (* 1969), mexikanischer Fußballspieler
- María Ruiz (Hockeyspielerin) (* 1990), spanische Hockeyspielerin
- María Ruiz de Burton (1832–1895), mexikanisch-amerikanische Schriftstellerin
- María Ruiz Román (* 1983), spanische Fußballspielerin
- María Juliana Ruiz (* 1978), kolumbianische Juristin, Sekretärin, Funktionärin, Primera Dama Kolumbiens
- María Teresa Ruiz (* 1946), chilenische Astronomin
- Mariano Nicolás Ruiz (1857–1945), mexikanischer Wissenschaftler und Militär
- Mario Ruiz Armengol (1914–2002), mexikanischer Komponist, Pianist und Dirigent
- Mario Ruiz Massieu (1950–1999), mexikanischer Diplomat
- Mario Alejandro Ruiz (* 1977), mexikanischer Fußballspieler
- Mario Ortiz Ruiz (* 1989), spanischer Fußballspieler
- Martín Ruiz de Gamboa (1533–1590), spanischer Kolonialgouverneur
- Maximino Ruiz y Flores (1875–1949), mexikanischer Geistlicher, Weihbischof in Mexiko-Stadt
- Melodia Ruiz (* 1990), spanische Sängerin, siehe Melody (Sängerin, 1990)
- Mercedes Ruiz (* 1980), spanische Tänzerin
- Miguel Ruiz (* 1952), mexikanischer Autor und Schamane
- Miguel Ruiz Montañez (* 1962), spanischer Schriftsteller und Hochschullehrer
- Miguel Rodríguez Ruiz (* 1935), spanischer Ordensgeistlicher und Theologe
- Mikhael Jaimez-Ruiz (* 1982), venezolanischer Fußballspieler
- Mónica Calzetta Ruiz (* 1972), spanische Schachspielerin

### N
- Nicolás Ruiz Espadero (1832–1890), kubanischer Pianist und Komponist
- Nicolás Ruiz Maldonado, mexikanischer Politiker, Gouverneur von Chiapas
- Noel Ruíz (* 1987), kubanischer Sprinter

### O
- Olivia Ruiz (* 1980), französische Sängerin
- Óscar Ruiz (* 1969), kolumbianischer Fußballschiedsrichter
- Oscar López Ruiz (1938–2021), argentinischer Jazzmusiker und Komponist

### P
- Pablo Llamas Ruiz (* 2002), spanischer Tennisspieler
- Pablo Ruiz (* 1975), argentinischer Sänger und Schauspieler
- Pablo Ruiz Picasso (1881–1973), spanischer Maler, Grafiker und Bildhauer, siehe Pablo Picasso
- Pascual Ruiz Huidobro (1752–1813), spanischer Militär und Politiker

### R
- Raimundo Revoredo Ruiz (1927–2021), peruanischer Ordensgeistlicher, Prälat von Juli
- Ramón Ruiz (1921–2010), argentinischer Politiker
- Raúl Ruiz (1941–2011), chilenisch-französischer Filmregisseur, Drehbuchautor und Filmproduzent
- Raul Ruiz (Politiker) (* 1972), US-amerikanischer Politiker
- Rebecca Ruiz (* 1982), Schweizer Politikerin (SP)
- Renato Ruiz (* 1981), brasilianischer Radrennfahrer
- Rey Ruiz (* 1966), kubanischer Salsamusiker
- Ricardo Ruiz (Sänger) (1914–1976), argentinischer Tangosänger
- Ricardo Escandón Ruiz (* 1927), mexikanischer Fußballspieler, siehe Ricardo Escandón
- Ricardo Cabrisas Ruiz (* 1937), kubanischer Politiker, siehe Ricardo Cabrisas
- Roberto Ruiz Esparza (* 1965), mexikanischer Fußballspieler
- Rodolfo Torres Ruiz (* 1929), mexikanischer Fußballspieler
- Rodrigo Ruiz Zárate (1921–1999), mexikanischer Fußballspieler
- Rodrigo Ruiz (Sportschütze) (1929–2014), costa-ricanischer Sportschütze
- Rodrigo Ruiz (Fußballspieler, 1972) (* 1972), chilenischer Fußballspieler und -trainer
- Ronald Cueto Ruiz (1932–2006), spanisch-britischer Historiker, Romanist und Hispanist
- Rubén Darío Ruiz Mainardi (* 1964), argentinischer römisch-katholischer Geistlicher, Erzbischof und Diplomat des Heiligen Stuhls

### S
- Saioa Alvarez Ruiz (* 1990), deutsch-spanische Schauspielerin und Performerin
- Samuel Ruiz García (1924–2011), mexikanischer Geistlicher, Bischof von San Cristobal de las Casas
- Sebastián Ruiz Díaz (* 1993), uruguayischer Fußballspieler
- Segundo Ruiz Belvis (1829–1867), puerto-ricanischer Abolitionist
- Sergio Ruiz (* 1989), spanischer Sprinter
- Sergio Ruiz Casanova (* 1977), spanischer Handballspieler
- Simón Ruiz († 1597), spanischer Kaufmann und Bankier
- Susana Ruiz Cerutti (1940–2024), argentinische Diplomatin und Politikerin

### T
- Teresa Ruiz (* 1988), mexikanische Schauspielerin
- Tomás Ruiz (Boxer) (* 1967), spanischer Boxer
- Tomás Ruiz (Volleyballspieler) (* 1992), argentinischer Volleyballspieler
- Tracie Ruiz (Tracie Ruiz-Conforto; * 1963), US-amerikanische Synchronschwimmerin

### U
- Ulises Ruiz Ortiz (* 1958), mexikanischer Politiker und Gouverneur
- Úrsula Ruiz (* 1983), spanische Kugelstoßerin

### V
- Ventura Ruiz Aguilera (1820–1881), spanischer Dichter
- Vicente Beltrán de Heredia y Ruiz de Alegría (1885–1973), spanischer römisch-katholischer Theologe sowie Ordens- und Theologiehistoriker des Dominikanerordens
- Víctor Ruiz (* 1989), spanischer Fußballspieler
- Víctor Ruiz (Padelspieler) (* 1989), spanischer Padelspieler
- Víctor Ruiz (Leichtathlet) (* 1993), spanischer Leichtathlet
- Victor Ruiz Abril (* 1993), spanischer Fußballspieler
- Víctor Ruiz del Valle (* 1969), mexikanischer Fußballspieler

### W
- William de Jesús Ruiz Velásquez (1942–2024), kolumbianischer Geistlicher, Apostolischer Präfekt von Leticia

### X
- Xavier Ruiz (* 1970), Schweizer Filmproduzent und Regisseur

### Y
- Yeray Ruiz (* 2003), spanischer Motorradrennfahrer
- Yumilka Ruiz (* 1978), kubanische Volleyballspielerin